# Kövegy
Kövegy è un comune dell'Ungheria di 488 abitanti (dati 2001). È situato nella contea di Csongrád-Csanád.